# بوتش هارتمان
إلمر إيرل "بوتش" هارتمان الرابع (بالإنجليزية:  Elmer Earl "Butch" Hartman IV)‏ وهو مؤسس كرتون داني الشبح الذي عرض على قناة نكلوديون سابقا وحقق شهره عاليه جدا وكان يعرض أيضاً على قناة إم بي سي 3 بعد ان أغلقت قناه نكلوديون للأطفال، وقد توقف نشره حاليا، لكن في المستقبل القريب سوف يتم إعادة نشره. وتدور القصة حول الفتى الطبيعي داني الذي والداه مهوسان بالأشباح وصنعوا بوابة لعالم الأشباح لكن داني حاول ان يكتشفها فأصابها مكروه و خرج داني منها شبح.

## روابط خارجية
- بوتش هارتمان على موقع IMDb (الإنجليزية)
- بوتش هارتمان على موقع روتن توميتوز (الإنجليزية)
- بوتش هارتمان على موقع ألو سيني (الفرنسية)
- بوتش هارتمان على موقع ميوزك برينز (الإنجليزية)
- بوتش هارتمان على موقع ديسكوغز (الإنجليزية)
- بوتش هارتمان على موقع قاعدة بيانات الفيلم (الإنجليزية)
- بوتش هارتمان على موقع كينوبويسك (الروسية)